# سوزان نیهر
سوزان نیهر (انگلیسی: Susan Neher؛ زادهٔ ۲۲ فوریهٔ ۱۹۵۹) بازیگر اهل ایالات متحده آمریکا است.
از فیلم‌ها یا مجموعه‌های تلویزیونی که وی در آن‌ها نقش داشته است، می‌توان به تقدیم به رم با عشق و امور خانوادگی اشاره نمود.